# Syndrome de Meier-Gorlin
Le syndrome de Meier-Gorlin  est une maladie génétique caractérisée par une petite taille , une microcéphalie mais un développement intellectuel normal.

## Description
Le syndrome de Meier-Gorlin est une affection caractérisée principalement par une petite taille. Il est considéré comme une forme de nanisme primordial car le retard de croissance commence durant la vie intra-utérine  Après la naissance, les individus affectés continuent de croître à un rythme lent. D'autres caractéristiques de cette condition sont des rotules sous-développées ou manquantes (rotule), de petites oreilles et, souvent, une tête anormalement petite (microcéphalie). Malgré une petite taille de tête, la plupart des personnes atteintes du syndrome de Meier-Gorlin ont un intellect normal.
Certaines personnes atteintes du syndrome de Meier-Gorlin ont d'autres anomalies squelettiques, telles que des os longs inhabituellement étroits dans les bras et les jambes, une déformation de l'articulation du genou qui permet au genou de se plier vers l'arrière (genu recurvatum) et une minéralisation ralentie des os (retard de l'os âge).
La plupart des personnes atteintes du syndrome de Meier-Gorlin ont des caractéristiques faciales distinctives. En plus d'être anormalement petites, les oreilles peuvent être basses ou tournées vers l'arrière. Les caractéristiques supplémentaires peuvent inclure une petite bouche (microstomie), une mâchoire inférieure sous-développée (micrognathie), des lèvres pleines et un nez étroit avec un pont nasal haut.
Des anomalies du développement sexuel peuvent également survenir dans le syndrome de Meier-Gorlin. Chez certains mâles avec cette condition, les testicules sont petits ou non descendus (cryptorchidie). Les femelles touchées peuvent avoir des plis génitaux externes inhabituellement petits (hypoplasie des grandes lèvres) et de petits seins. Les hommes et les femmes atteints de cette maladie peuvent avoir des cheveux clairsemés ou absents sous les bras (axillaires).
Les autres caractéristiques du syndrome de Meier-Gorlin peuvent inclure des difficultés d'alimentation et une affection pulmonaire connue sous le nom d'emphysème pulmonaire ou d'autres problèmes respiratoires.

## Prévalence
La prévalence exacte de MGS n'a pas été déterminée, mais est estimée à moins de 1-9 / 1 000 000.